# Савала, Агустин Лопес
Агустин Лопес Савала (исп. Agustin Lopez Zavala) (3 июня 1937, Хуатуско, Веракрус, Мексика — 3 июня 1993, Мехико, Мексика) — мексиканский актёр и мастер дубляжа.

## Биография
Родился 3 июня 1937 года в Хуатуско. В мексиканском кинематографе дебютировал в 1966 году и с тех пор снялся в 13 работах в кино и телесериалах. Три телесериала оказались наиболее популярными среди актёра, ибо они были проданы во многие страны мира, это — Дикая Роза, Моя вторая мама и Мария Мерседес. Самой популярной ролью с участием актёра являлась роль кровавого гангстера Чамуко по кличке «Чёрт»#1 из телесериала Моя вторая мама, также являлся мастером дубляжа.
Скончался в свой день рождения в 1993 году в Мехико от шока.

## Фильмография
1
Мария Мерседес (сериал, 1992)
María Mercedes ... Alberto
2
Моя вторая мама (сериал, 1989)
Mi segunda madre ... Чамуко по кличке «Чёрт»#1
3
Дикая Роза (сериал, 1987 – 1988)
Rosa salvaje ... Dr. Logillo, psiquiatra de Cándida
4
Тихая любовь (сериал, 1987 – 1988)
Amor en silencio
5
La agonía de ser madre (1970)
6
La recta final (1966)

## Дубляж

### Актёры, говорившие голосом Агустина Лопеса Савала
- Кирк Дуглас
- Клинт Иствуд
- Шон Коннери
- Бинг Кросби
- Энтони Куинн
- Мартин Ландау
- Пол Ньюмен
- Питер О'Тул
- Грегори Пек
- Пол Скофилд
- Спенсер Трейси
- Гленн Форд
- и другие...